# 뜨거운 강
《뜨거운 강》은 1986년 8월 6일부터 1987년 2월 26일까지 매주 수,목 밤 21시 50분에 방영되었던 KBS 2TV 수목드라마이다.

## 줄거리
어린 시절부터 한 집에서 친형제처럼 자라면서 가장 잘 아는 친구이자, 서로 두려워하는 경쟁자로 생각하며 자라온 남녀의 사랑과 갈등, 애환을 그렸다.

## 등장 인물
- 나영희(선희)
- 서인석(서현)
- 임혁(강준석)
- 김미숙(지혜)
- 김소원, 김옥미, 김희윤, 박병호, 방숙례, 방희, 안영주, 이정웅, 이형준, 임택선, 전광렬, 정복임

## 제작진
- 극본 : 이금림
- 연출 : 이진욱
- 기술감독 : 안규갑
- 조명감독 : 유용우
- 녹화 : 김동섭
- 영상 : 변태규
- 음향 : 엄재섭, 김정석, 최성근
- 조명 : 손영수, 이승수
- 음악, 주제가 작사, 작곡 : 임택수
- 노래 : 남인숙
- 효과 : 손효신
- 미술감독 : 이석우
- 디자인 : 박영대
- 타이틀 : 우종만
- 장치 : 최형주
- 소품 : 허표영
- 분장 : 강신환
- 의상 : 조만기
- 미용 : 김연순
- 카메라 : 홍성동, 윤갑노, 안기태
- 야외촬영 : 유영조
- 야외조명 : 이광호
- 조연출 : 이민홍

| 한국방송공사 수목드라마                              | 한국방송공사 수목드라마                      | 한국방송공사 수목드라마                      |
| 이전 작품                                            | 작품명                                       | 다음 작품                                    |
| ---------------------------------------------------- | -------------------------------------------- | -------------------------------------------- |
| 이별 그리고 사랑 (1986년 1월 22일 ~ 1986년 7월 31일) | 뜨거운 강 (1986년 8월 6일 ~ 1987년 2월 26일) | 욕망의 문 (1987년 3월 4일 ~ 1988년 2월 25일) |